# Mariusz Pudzianowski
Mariusz Zbigniew Pudzianowski (7 de fevereiro de 1977, em Biała Rawska, Polónia) é um atleta de força de ponta, lutador de MMA, ator e cantor polonês. Ele é conhecido pelos apelidos Pudzian, Dominator,  Pyton (Píton) e Super Mariusz
Ganhou por 5 vezes o World's Strongest Man.
Atualmente, além da carreira musical, Mariusz é lutador de MMA.

## Carreira esportiva
Mariusz iniciou seu treinamento esportivo de força aos 13½, em dezembro, 1990. Mariusz cita como seu suplemento chave de força o leite maltado. "Conheci um garoto, ele tinha 12 anos de idade", disse ele em uma entrevista. "Eu não podia levantar-lhe, então, ele tentou, e ele levantou-me até 15 centímetros no ar. Ele era forte." Isto lhe motivou a treinar musculação e se tornar o homem mais forte do mundo.[carece de fontes?]
Em 1° de maio de 1999, Mariusz entrou em sua primeira competição de força, que foi sediada em Płock, Polônia. Ele alcançou o seu primeiro sucesso de nível internacional em 2000 quando terminou em quarto na sua primeira competição no World's Strongest Man.
Ele voltou para vencer o concurso World's Strongest Man em 2002, e manteve seu título em 2003 com a maior margem jamais alcançada na competição. Em março de 2004 ele também se tornou o campeão do Strongman Super Series.
Ele inicialmente terminou em terceiro no concurso World's Strongest Man de 2004, mas posteriormente foi desclassificado depois de apontar positivo para dopagem por substâncias proibidas. Ele foi obrigado a delvolver seu prêmio em dinheiro, perdeu os pontos na International Federation of Strength Athletes pelo evento, e recebeu um ano de banimento na competição. Pudzianowski não contestou a sua violação por substância proibida e renunciou do seu direito de ser verificada a amostra de fezes. Ele então retornou para ganhar o título pela terceira vez em 2005.
No campeonato World's Strongest Man de 2006, ele ficou em segundo, atrás do estadounidense Phil Pfister, o primeiro estadounidense a ganhar a competição desde Bill Kazmaier em 1982. Pudzianowski havia liderado o começo da competição, no entanto Pfister ganhou os últimos cinco eventos e se aproximou do titulo. No evento final, as pedras de Atlas, uma das provas do atletismo de força (strongman), os dois iam mano-a-mano; Pfister, porém, consegui levantar a última das cinco pedras em menor tempo que Mariusz e ganhou o evento.
Pudzianowski recuperou seu título em 2007, ganhando com um evento de antecedência (o que ele também havia feito em 2003 e 2005). Ele se igualou à Jón Páll Sigmarsson e Magnús Ver Magnússon como os únicos a ganharem quatro vezes o evento.
Em 2008 ganhou o evento novamente, depois de vencer o estadounidense Derek Poundstone nas pedras de Atlas, sendo, portanto, o único homem que conquistou o evento cinco vezes.
Em 2009, ficou em segundo lugar no World's Strongest Man, ao perder para o lituano Žydrūnas Savickas.
Mariusz pratica, desde os 11 anos de idade, artes marciais, o caratê kyokushin. Além disso, ele foi pugilista profissional por 7 anos antes de começar nas competições de força.
Depois do World's Strongest Man de 2009, Pudzianowski voltou-se para as artes marciais mistas (MMA) e sua primeira aparição foi no KSW XII, que foi um evento de MMA promovido pela KSW (Polônia), em 11 de dezembro de 2009, em Varsóvia. O evento principal foi uma luta entre Mariusz Pudzianowski e o boxeador Marcin Najman, ambos fazendo sua estréia no MMA.
Mariusz Pudzianowski tem 1,86 m de altura e pesava cerca de 140 kg nas épocas de competições de força.
Recordes pessoais
- Agachamento — 380 kg
- Supino — 290 kg
- Levantamento terra — 415 kg[1]

## Artes Marciais Mistas

### Cartel no MMA
| Cartel no MMA   |            |            |
| 14 lutas        | 9 vitórias | 4 derrotas |
| Por nocaute     | 3          | 1          |
| Por finalização | 2          | 3          |
| Por decisão     | 4          | 0          |
| No contest      | 1          | 1          |

| Res.    | Cartel  | Oponente          | Método                                | Evento                      | Data       | Round | Tempo | Local                    | Notas                                                       |
| ------- | ------- | ----------------- | ------------------------------------- | --------------------------- | ---------- | ----- | ----- | ------------------------ | ----------------------------------------------------------- |
| Derrota | 9–4 (1) | Peter Graham      | Nocaute Técnico (socos e cotoveladas) | KSW 32 - Road to Wembley    | 31/10/2015 | 2     | 2:00  | Londres                  |                                                             |
| Vitória | 9–3 (1) | Rolles Gracie Jr. | Nocaute (socos)                       | KSW 31                      | 23/05/2015 | 1     | 0:23  | Gdańsk                   |                                                             |
| Vitória | 8–3 (1) | Paweł Nastula     | Decisão (unânime)                     | KSW 29                      | 06/12/2014 | 3     | 3:00  | Kraków                   |                                                             |
| Vitória | 7-3 (1) | Oli Thompson      | Decisão (unânime)                     | KSW 27                      | 17/05/2014 | 2     | 5:00  | Gdańsk                   |                                                             |
| Vitória | 6-3 (1) | Sean McCorkle     | Decisão (unânime)                     | KSW 24                      | 28/09/2013 | 2     | 5:00  | Łódź                     |                                                             |
| Derrota | 5-3 (1) | Sean McCorkle     | Finalização (kimura)                  | KSW 23                      | 08/06/2013 | 1     | 1:57  | Gdańsk                   |                                                             |
| Vitória | 5-2 (1) | Christos Piliafas | Nocaute Técnico (socos)               | KSW 20                      | 15/09/2012 | 1     | 3:48  | Gdańsk                   |                                                             |
| Vitória | 4-2 (1) | Bob Sapp          | Nocaute Técnico (socos)               | KSW 19                      | 12/05/2012 | 1     | 0:39  | Łódź                     |                                                             |
| NC      | 3–2 (1) | James Thompson    | Sem Resultado                         | KSW 17                      | 26/11/2011 | 2     | 5:00  | Łódź                     | Originalmente vitória por decisão; Mudado por erro do juri. |
| Derrota | 3–2     | James Thompson    | Finalização (triângulo de braço)      | KSW 16                      | 21/05/2011 | 2     | 1:06  | Gdańsk                   |                                                             |
| Vitória | 3–1     | Eric Esch         | Finalização (socos)                   | KSW 14                      | 18/09/2010 | 1     | 1:15  | Łódź                     |                                                             |
| Derrota | 2–1     | Tim Sylvia        | Finalização (socos)                   | Moosin: God of Martial Arts | 21/05/2010 | 2     | 1:43  | Worcester, Massachusetts |                                                             |
| Vitória | 2–0     | Yusuke Kawaguchi  | Decisão (unânime)                     | KSW 13                      | 07/05/2010 | 2     | 5:00  | Katowice                 |                                                             |
| Vitória | 1–0     | Marcin Najman     | Finalização (socos)                   | KSW 12                      | 11/12/2009 | 1     | 0:43  | Warsaw                   |                                                             |

## Carreira musical
Em 2005 Mariusz formou um grupo musical chamado Pudzian Band, com ele mesmo como cantor. Em 2006 a Pudzian Band fez a sua primeira turnê, e eles gravaram a música Zdobyć świat. Os outros membros do grupo são Krystian Pudzianowski (irmão de Mariusz), Anna Brzozowska e Ross Tweedy no tamborim.